# Günter Asser
Günter Asser (* 26. Februar 1926 in Berlin; † 23. März 2015 in Greifswald) war ein deutscher Mathematiker, zuletzt emeritierter Professor für Mathematik und Logik der Universität Greifswald.

## Leben
Asser studierte von 1946 bis 1951 Mathematik und Physik an der Humboldt-Universität zu Berlin und wurde dort 1954 mit der Schrift Eine semantische Charakterisierung der deduktiv abgeschlossenen Mengen des Prädikatenkalküls der ersten Stufe promoviert. 1958 habilitierte er sich dort und 1960 wurde er Professor in Greifswald.
Er hat zahlreiche Bände über Philosophen und Mathematiker herausgegeben. Seine eigene Forschung lag in der Logik und der Berechenbarkeitstheorie. Er begründete 1954 mit Karl Schröter die „Zeitschrift für Mathematische Logik und Grundlagen der Mathematik“ (seit 1993 Mathematical Logic Quarterly), war bis 2004 Managing Editor dieser Zeitschrift und von 2011 bis zu seinem Tode Ehrenherausgeber. 1975 wurde er mit dem Vaterländischen Verdienstorden in Bronze ausgezeichnet. Seit 1977 war er korrespondierendes Mitglied der Akademie der Wissenschaften der DDR.

## Schriften
- Turing-Maschinen und Markowsche Algorithmen. In: Zeitschrift für mathematische Logik und Grundlagen der Mathematik. Band 5, Nr. 14/24, 1959, S. 346–365, doi:10.1002/malq.19590051412.
- Einführung in die Mathematische Logik. 3 Bände. Teubner, Leipzig 1959–1981;
  - Band 1: Aussagenkalkül. 1959;
  - Band 2: Prädikatenkalkül der ersten Stufe. 1972;
  - Band 3: Prädikatenlogik höherer Stufe. 1981.

Herausgeber
- mit Erhard Albrecht: N. I. Kondakow: Wörterbuch der Logik. Bibliographisches Institut, Leipzig 1978.
- Georg Cantor: Über unendliche, lineare Punktmannigfaltigkeiten. Arbeiten von zur Mengenlehre aus den Jahren 1872–1884 (= Teubner-Archiv zur Mathematik. 2, ISSN 0233-0962). Teubner, Leipzig 1984, (Unter anderem ist enthalten: Georg Cantor: Ueber unendliche, lineare Punktmannichfaltigkeiten (in 6 Teilen). Neben Fotos / unveröffentlichten Archivalien / Literatur- und Sachverzeichnis enthält der Band neu verfasste Kommentare und Anmerkungen des Herausgebers. (Teilausgabe im selben Jahr bei Springer)).
- Giuseppe Peano: Arbeiten zur Analysis und zur mathematischen Logik (= Teubner-Archiv zur Mathematik. 113). Teubner, Leipzig 1990, ISBN 3-322-00477-5 (Arbeiten von aus den Jahren 1887–1893; Teilausgabe im selben Jahr bei Springer).

Zeitschriften
- Mathematical Logic Quarterly, gegründet von G. Asser und K. Schröter 1954 als „Zeitschrift für Mathematische Logik und Grundlagen der Mathematik“